# Самашкинское сельское поселение
Самашкинское се́льское поселе́ние — муниципальное образование в Ачхой-Мартановском районе Чечни Российской Федерации.
Административный центр — село Самашки.

## История
Статус и границы сельского поселения установлены Законом Чеченской Республики от 14 июля 2008 года № 40-РЗ «Об образовании муниципального образования Ачхой-Мартановский район и муниципальных образований, входящих в его состав, установлении их границ и наделении их соответствующим статусом муниципального района и сельского поселения».

## Население
| 2010    | 2012    | 2013    | 2014    | 2015    | 2016    | 2017    |
| ------- | ------- | ------- | ------- | ------- | ------- | ------- |
| 11 275  | ↗11 524 | ↗11 743 | ↗11 898 | ↗12 070 | ↗12 199 | ↗12 275 |
| 2018    | 2019    | 2020    | 2021    | 2023    | 2024    |         |
| ↗12 408 | ↗12 597 | ↗12 738 | ↗12 899 | ↗13 016 | ↗13 079 |         |

## Состав сельского поселения
| № | Населённый пункт | Тип населённого пункта | Население |
| - | ---------------- | ---------------------- | --------- |
| 1 | Самашки          | село                   | ↗13 079   |